# Ritratto di Lucas Cranach il Vecchio
Il Ritratto di Lucas Cranach il Vecchio è un dipinto a olio su tavola (67×49 cm) di Lucas Cranach il Giovane, datato 1550 e conservato nella Galleria degli Uffizi a Firenze. Sull'opera si legge l'iscrizione "Aetatis Suae LXXVII", cioè ritratto a 77 anni.

## Storia e descrizione
L'opera entrò nella Galleria come autoritratto di Lucas Cranach il Vecchio, poi spostata nell'attribuzione al figlio per motivi stilistici. Ne esiste una replica con qualche variante nella Stadtkirche di Weimar.
Su uno sfondo azzurro spento l'artista è ritratto a mezza figura, vestito di nero e girato di tre quarti verso destra. Il volto, che mostra tutti i segni dell'età, è la parte più intensa del dipinto, capace di mettere in secondo piano anche qualche errore di proporzione come la dimensione troppo piccola di mani e braccia. Meticolosa è la cura dei dettagli come la soffice barba o la capigliatura, rese con finissime pennallate che definiscono un pelo per volta. Lo sguardo è leggermente accigliato, capace di dare all'effigiato l'aspetto di grande dignità morale e di consapevolezza del proprio ruolo sociale, quale pittore di corte e interprete privilegiato della Riforma luterana, in contatto diretto con Lutero stesso e con i principi della sua epoca.